# Adam Nordén
Adam Isaac Erik Nordén, född 22 april 1971 i Kungsholms församling, Stockholms län, är en svensk filmmusikkompositör och musiker. Han är son till sångaren Hayati Kafe. Nordén har gjort musik till bland annat serier som Beck, Wallander och Vår tid är nu.
Hans musik till Om Stig Petrés hemlighet, i regi av Harald Hamrell, fick priset för bästa musik på den internationella TV-festivalen i Reims, Frankrike 2006. Han har också komponerat musiken till tre filmer med Dolph Lundgren, Direct Action, The Defender och Command Performance.

## Filmografi (i urval)
- 2000 – En häxa i familjen
- 2001 – Beck – Hämndens pris
- 2001 – Beck – Mannen utan ansikte
- 2001 – Beck – Okänd avsändare
- 2001 – Beck – Annonsmannen
- 2001 – Beck – Enslingen
- 2001 – Beck – Kartellen
- 2002 – Livet i 8 bitar
- 2002 – Beck – Sista vittnet
- 2002 – Beck – Pojken i glaskulan
- 2003 – Ramona (TV-serie)
- 2003 – Skenbart – en film om tåg
- 2003 – Capricciosa
- 2003 – Fondmusik för SVT1
- 2004 – The Defender
- 2004 – Bombay Dreams
- 2004 – Om Stig Petrés hemlighet (TV-serie)
- 2004 – Direct Action
- 2005 – Zozo
- 2005 – Wallander – Innan frosten
- 2005 – Medicinmannen (TV-serie)
- 2005 – Wallander – Mastermind
- 2005 – Kvalster
- 2006 – Varannan vecka
- 2006 – Kronprinsessan (TV-serie)
- 2006 – Wallander – Hemligheten
- 2007 – Linas kvällsbok
- 2007 – Leende guldbruna ögon (TV-serie)
- 2007–2008 – Myggan (TV-serie)
- 2008 – Om ett hjärta (TV-serie)
- 2008 – Fondmusik för SVT2
- 2008 – Kungamordet (TV-serie)
- 2008 – Die Lüge
- 2008 – Drenge og piger danser
- 2008 – Varg
- 2008 – De galnas hus
- 2009 – Forbidden Fruit
- 2009 – Command Performance
- 2012 – Den röda vargen
- 2012 – En plats i solen
- 2012 – Sune i Grekland
- 2013 – Eurovision Song Contest 2013
- 2013 – Hur många kramar finns det i världen?
- 2013 – Sune på bilsemester
- 2014 – Sune i fjällen
- 2015 – 100 Code (TV-serie)
- 2015 – Welcome to Sweden (TV-serie)
- 2016 – Beck – Rum 302
- 2016 – Beck – Familjen
- 2016 – Beck – Sjukhusmorden
- 2016 – Eurovision Song Contest 2016
- 2016 – Beck – Gunvald
- 2016 – Beck – Steinar
- 2016 – Beck – Vägs ände
- 2016 – Beck – Sista dagen
- 2017 – Saltön (TV-serie)
- 2017–2020 – Vår tid är nu (TV-serie)
- 2018 – Beck – Ditt eget blod
- 2018 – Beck – Den tunna isen
- 2018–2020 – Advokaten (TV-serie)
- 2019 – Jag kommer hem igen till jul
- 2020–2022 – Hamilton (TV-serie)
- 2020–2022 – Kärlek & anarki (TV-serie)
- 2020 – Beck – Undercover
- 2020 – Beck – Utom rimligt tvivel
- 2021 – Beck – Döden i Samarra
- 2021 – Beck – Den förlorade sonen
- 2021 – Tills solen går upp
- 2021 – Folk med ångest (TV-serie)
- 2021 – Beck – Ett nytt liv
- 2022 – Beck – Rage Room
- 2022 – Beck – 58 minuter
- 2022 – Beck – Den gråtande polisen
- 2022 – Beck – Dödsfällan
- 2023 – Beck – Quid Pro Quo
- 2023 – One More Time
- 2023 – Beck – Inferno
- 2023 – Beck – Dödläge
- 2024 – Beck – Vilhelm
- 2025 – Beck – Den osynlige mannen

## Priser och utmärkelser
- Guldbaggen för bästa prestation, för Zozo,  2006[3]

[Redigera Wikidata]